# Quercus garryana
Quercus garryana é uma espécie de planta da família Fagaceae. Sua área de distribuição vai da Califórnia a Colúmbia Britânica.